# Předseda pro tempore Senátu Spojených států amerických
Předseda pro tempore Senátu Spojených států amerických (anglicky President pro tempore of the United States Senate) je druhý nejvyšší úřad v Senátu Spojených států amerických. Podle článku jedna, sekce tři Ústavy Spojených států je předsedou senátu viceprezident USA, nicméně senát je povinen zvolit „předsedu pro tempore“ (tj. prozatímního, de facto úřadujícího), který senátu předsedá v době nepřítomnosti viceprezidenta. Na rozdíl od viceprezidenta je předseda pro tempore vždy voleným členem senátu a tedy se může vyjadřovat i hlasovat k jakémukoli tématu. 
Předseda pro tempore je obvykle vybrán celým senátem na základě jednomyslné shody a nikoli volbou; ve své funkci má několik privilegií a omezené vyšší pravomoci. Během nepřítomnosti viceprezidenta může předsedat schůzím senátu. Až na výjimky ovšem jak viceprezident, tak i předseda pro tempore zřídkakdy senátu skutečně předsedají. Obvykle se v roli předsedajícího schůzí střídají juniorní senátoři majoritní strany za účelem získání zkušeností s parlamentními procedurami.
Od roku 1890 je jako předseda pro tempore obvykle vybrán seniorní senátor majoritní strany a svůj úřad drží až do volby nástupce. Tato tradice je dodržována bez přestávky od roku 1949. Od doby přijetí současného zákona o prezidentském nástupnictví z roku 1947 je předseda pro tempore třetím v řadě při zastupování prezidenta Spojených států, po viceprezidentovi a předsedovi Sněmovny reprezentantů, ale před ministrem zahraničí.
Od 3. ledna 2025 je předsedou pro tempore republikánský senátor Chuck Grassley za Iowu, který již úřad zastával v letech 2019–2021. Funkce se ujal v 91 letech, jakožto nejstarší senátor republikánské většiny a nejdéle sloužící republikán v historii Kongresu.